# Папесса Иоанна (роман)
«Папесса Иоанна» (греч. Πάπισσα Ιωάννα) — роман Эммануила Роидиса, опубликованный в 1866 году с подзаголовком «средневековое время» (греч. μεσαιωνική μελέτη). В основу произведения легла легендарная история женщины — Папессы Иоанны — ставшей, по утверждению некоторых авторов, Папой Римским и занимавшей Святой Престол под именем Иоанна VIII в период с 855 по 858 год. Роман считается самым важным из его произведений Роидиса и одним из величайших греческих романов — прежде всего, из-за его «антиромантизма», который предшествовал переходу к реализму в греческой прозе. Произведение было осуждёно «как антихристианское и злокачественное» инструкция Священного синода Греческой церкви за номером 5688 от 4 апреля 1866 года, а сам автор подвергся преследованию в судебном порядке.

## Структура и описание
«Папесса Иоанна» имеет подзаголовок «средневековое исследование» или «средневековое время» (греч. μεσαιωνική μελέτη) и в книге — помимо самого повествования, в котором часто можно встретить сноски с дополнительными информационными материалами — присутствуют три дополнительных раздела: предисловия автора, направленное к читателям, в котором содержится информация по история проекта, исследованиям, источникам, стилю и критике, с которой Эммануил Роидис столкнулся со стороны церкви; объёмное введение, представляющее все известные автору доказательства существования Папессы Иоанны как реального исторического персонажа и её биография; и раздел с обширными примечаниями в конце «проекта», в котором перечислены другие исторические фигуры того времени и даны комментарии к тексту.
Основной нарратив пересчитывает жизнь Иоанны: он начинается рассказом о её родителях — двух миссионерах — и продолжается началом монашеской жизни героини, её знакомством и любовным отношениями к монахом Фрументием, поездками в Германию, Швейцарию и Францию, их совместным длительным пребыванием в Афинах и остановкой в Риме. Затем повествуется о постепенном подъеме Иоанны по церковной иерархии, который, в конечном итоге, приводим её к Папству. Завершается история ее любовными отношениями с камердинером, беременностью и, наконец, смертью.

## История создания и реакция
Сенсационная работа была опубликована в начале 1866 года. Проект Роидиса начинается предисловием в котором он утверждает, что впервые услышал средневековую легенду о Папессе Иоанне в Генуе — где он жил со своей семьей — когда был ещё ребенком. История впечатлила его и он в течение нескольких месяцев оставался в Германии (с 1855 по 1856 год), собирая материалы; после чего он отправился в путешествие по Италии, а также посетил Национальную библиотеку в греческих Афинах. Основным объектом его интереса были средневековые книги.
Миф (или легенда) о Иоанне был довольно широко распространен и занимал в прошлом немало историков и писателей, так что Роидис имел в своем распоряжении немало текстов, из которых он извлекал материала по предмету. Основными текстам, использованными автором, стали: работа кальвиниста Friedrich Spanheim «Disquisitio historica de papa foemina inter Leonem IV et Benedictum III», опубликованная в 1631 году и книга итальянского поэта Джамбаттиста Касти «Papessa» (1804).
После публикации книга немедленно подверглась критике со стороны представителей Церкви: особенное недовольство церковных иерархов вызвали «некоторые дерзкие сцены». Атаки на Роидиса первоначально вёл священник Макарий — используя статьи в прессе — но затем в процесс был вовлечён и Священный Синод. Книга была названа «злокачественной и богохульной»; синод призвал к вмешательству и государство, дабы запретить её распространение — чего не произошло. Роидис ответил на выпады против него и его работы рядом сатирических текстов.
Кроме того, критика книги шла не только со стороны церкви, но и от многих ученых того времени: как в Греции, так и за рубежом. Особенно резкая критика вышла из под пера француза Барбе д’Оревилия (Барб д’Оревилие): его газетная статья в парижской «Constitutionel» вышла 9 апреля 1878 года, то есть через двенадцать лет после первой публикации книги.
И в XX веке, в 1940 году, при подготовке издания собрания сочинений Роидиса правительство запретило переиздание романа.
Кроме критики «моральных сторон» работы, Роидис столкнулся и с обвинениями в адрес литературной стороны произведения: он был обвинён в «плагиате» из использованных им источников. Однако, позднее «Папесса Иоанна» была признана одним из самых «инновационных» романов греческой прозы XIX века — не только благодаря продуманному стилю, но и из-за «антиромантизма», который считали предшественником перехода к реализму, состоявшемуся в греческой прозе после появления нового поколения писателей в 1880-х годах.